# Claude-Adrien Helvétius
Claude-Adrien Helvétius (vlastním jménem Claude Adrien Schweitzer; 1715–1771) byl francouzský osvícenský filozof, spolupracovník encyklopedistů a představitel francouzského materialismu 18. století.

## Život
Narodil se jako jediné dítě v zámožné rodině dvorního lékaře francouzské královny Marie Leszczyńské; jeho otec byl i autorem několika lékařských spisů. V dětství byl chlapec v péči guvernantek a domácích učitelů, později navštěvoval jezuitskou kolej. Jeho vrstevník o něm napsal, že býval první nejen ve vědách, ale i v tanci a šermu. Již v koleji se Helvetius seznámil s knihou Johna Locka Esej o lidském rozumu (An Essay Concerning Human Understanding, 1690) a ta způsobila revoluci v jeho názorech. Ve studiích pak pokračoval na univerzitě, kde studoval právo.
Otec pro něho zvolil dráhu daňového úředníka a Claude-Adrien odešel ke svému strýci do Caen, aby se naučil této profesi. Jeden z jeho životopisců píše, že už zde se horlivě zabýval filozofií, ještě více však ženami. Své první literární pokusy zaslal k posouzení Voltairovi, jenž byl přítelem jeho otce. Voltaire oceňoval mladíkův talent a povzbuzoval ho k další literární práci. Když bylo Helvetiovi 23 let (1738), obstarali mu rodiče díky královnině přízni místo „generálního nájemce" (fermier général), jehož úkolem bylo kontrolovat výběr daní. Šlo o nesmírně výnosný úřad a Helvétius se stal velmi bohatým člověkem.
V roce 1749 si koupil hodnost správce domu (maître d'hôtel) královny. Závazky plynoucí z této hodnosti byly mizivé, ale Helvetius měl otevřenou cestu ke královskému dvoru. Protože jako generální nájemce daní již nashromáždil velký majetek, vzdal se roku 1751 tohoto úřadu, oženil se (manželka Anne-Catherine de Ligniville, známá jako Madame Helvétius [1722–1800]) a začal trávit většinu času na svém venkovském panství. V Paříži si však dále udržoval jeden z předních salonů, kde se scházeli významní intelektuálové. Byl přítelem encyklopedistů a mecenášem několika literátů. I sám Helvetius bývá někdy nazýván encyklopedistou, ačkoliv není jisté, zda do Encyklopedie něco přímo napsal; Helvetiovy myšlenky však měly na encyklopedisty nesporně značný vliv.
V této době (po roce 1751) Helvetius intenzivně pracuje na svém hlavním díle De l’esprit (O duchu). Studuje Locka, Hobbese, Bacona a je ovlivněn i myšlenkami Montesquieua, který byl jeho osobním přítelem, a idejemi dalších osvícenců. Spis De l’esprit (O duchu) vydal v roce 1758. Kniha vyšla bez autorova jména, ale se schválením královského cenzora. Měla velký úspěch, ale již několik dnů poté, co se začala prodávat, odvolala královská rada povolení k tisku. Spis byl odsouzen teologickou fakultou Sorbonny a pařížský arcibiskup zakázal všem křesťanům číst a vlastnit tuto knihu. Odsoudil ji jako knihu „obsahující hanebné doktriny, způsobilé svrhnout přirozený zákon a zničit základy křesťanského náboženství, jakožto dílo přijímající nenáviděné doktriny materialismu, ničící svobodu člověka a popírající základní pojmy čestnosti a spravedlnosti, zavádějící maximy úplně protichůdné morálce evangelií, nahrazující svatou doktrinu mravů »interesem«, vášněmi, radovánkami, usilující o zkalení míru ve státě, bouřící poddané proti autoritě a dokonce proti osobě panovníkově...". V roce 1759 byla kniha zakázána i papežem Klementem XIII. Téhož roku také pařížský parlament spis odsoudil k roztrhání na kousky a ke spálení rukou kata u schodiště parlamentu.
Helvetius byl donucen zřeknout se této knihy a slíbit, že už nic nevydá. Jeho příznivci, mezi nimi i vlivná králova milenka markýza de Pompadour, dokázali zabránit nejhoršímu, ale i tak se musel vzdát hodnosti u dvora. Dílo se však nedalo potlačit, bylo přeloženo do angličtiny a němčiny, takže se jeho autor mezinárodně proslavil. Helvetius neměl žádné finanční starosti, žil částečně v Paříži, kde jeho salon – spolu se salonem barona Holbacha – nepřestal být střediskem filozofického ruchu, a částečně na svém venkovském panství. V roce 1764 odjíždí Helvetius v doprovodu svých dvou dcer do Anglie a je tam přijat předními osobnostmi. V následujícím roce (1765) odjel na pozvání pruského krále Fridricha II. do Postupimi, kde se mu dostalo ještě okázalejšího přijetí.
Po návratu do Francie se znovu věnoval svému literárnímu dílu a v roce 1767 dokončil práci De l’homme, de ses facultés intellectuelles et de son education (O člověku, jeho rozumových schopnostech a výchově). Z obavy před pronásledováním však váhal s jejím vydáním (vyšla až po jeho smrti v Londýně). V druhé polovině roku 1771 se zhoršil jeho zdravotní stav a dne 26. 12. 1771 zemřel ve svém pařížském domě po záchvatu dny. Pochován byl ve farním kostele svatého Rocha v Paříži.

## Filozofie
Východisko jeho filozofie tvoří Lockův senzualismus: objektivně existující hmotu poznáváme prostřednictvím pocitů. Druhým nástrojem poznání je paměť, kterou chápal jako trvající, ale oslabený pocit. Myšlení je kombinace pocitů.
Helvétius upínal svou pozornost téměř výhradně na problémy člověka a společnosti, na „učení o mravech“, zatímco otázky přírody ponechával stranou. Helvétius soudí, že hlavním úkolem etiky je určit podmínky, za nichž se může osobní zájem jako nutný stimul lidského jednání spojit se zájmem společenským. Ve výchově lidského charakteru má velkou úlohu společenské prostředí. Ve společenském vývoji hraje rozhodující úlohu lidské vědomí a vášeň.
Hlad a bolest jsou principy činnosti chudého člověka; slast principem bohatého; největší energii dodává rozkoš z žen; nejsilnější motivací je láska, která bere fyzické potřeby; chudý má jiné starosti.

## Dílo

### Spisy
- De l’esprit (O duchu), 1758
- De l’homme, de ses facultés intellectuelles et de son education (O člověku, jeho rozumových schopnostech a výchově), dokončeno v roce 1767, vydáno posmrtně r. 1772

Práce De l’esprit i De l’homme zařadila církev na Index zakázaných knih.

### České a slovenské překlady
- HELVÉTIUS, Claude Adrien. Výbor z díla. Překlad Em. Čapek. 1. vyd. V Praze: Státní nakladatelství politické literatury, 1953. 180 s. Živé odkazy; ř. 2, sv. 12.
  - Anotace knihy: C.A. Helvétius, význačný představitel francouzského materialismu 18. století, vyšel z Lockeova sensualismu a zabýval se ve svém filosofickém díle především člověkem, morálkou, politikou a náboženstvím. Byl odpůrcem asketického ideálu, hlásaného církví, dokazoval, že umění žít a hledání pozemského štěstí je přirozeným úkolem člověka. Zdůrazňoval kladný význam vášní, pokud jsou správně řízeny mozkem. V politice byl odpůrcem despotismu a důsledně odmítal náboženství. Proto také obě jeho hlavní díla, O duchu a O člověku byla katolickou církví zatracena a spálena. - Výbor podává poprvé v českém překladu podstatné části z obou uvedených děl, tematicky seřazené do 6 oddílů: Principy. Mravnost. O despotismu. O náboženství. O zákonech. O výchově. - V předmluvě, kterou napsal dr. Jindřich Srovnal (str. 5–27), je podán stručný životopis Helvétiův.
- Antológia z diel filozofov. Zv. 5. Novoveká empirická a osvietenská filozofia. Bratislava: Vydavateľstvo politickej literatúry, 1967. 543 s. [Na str. 325–362 je otištěn překlad části Helvétiova spisu O duchu.]
- Francúzski osvietenci o náboženstve. 1. vydání. Bratislava: Slov. vydav. polit. lit., 1962. 462 s. [Obsahuje úryvky z Helvétiova díla O člověku.]